# キッドアイラック!
『キッドアイラック!』（KID i RUCK!）は長田悠幸（構成協力：町田一八）による日本の漫画。『ヤングガンガン』（スクウェア・エニックス）にて、2012年12号から2013年12号まで連載。『大喜利』をテーマにした漫画作品で、キャッチコピーは「青春"大喜利"グラフィティー!」。
作中で表現されている大喜利の回答はすべて作者の長田自身が考えている。

## 概要

### 制作の経緯
この連載の発端は、漫画家になった後に長田が趣味で大喜利を始めたことである。もともとは漫画に行き詰った際に、長田は気分転換にネット上での「WEB大喜利」に参加していた。それがきっかけとなって大喜利が趣味となり、アマチュアの大喜利大会に出場したり、大喜利愛好家たちの勉強会「大喜利修行会」に参加したりしていた。
一方、漫画家活動において長田は「漫画家は自分の好きなものを題材に作品を描くべき」という考えはあったが、漫画家を始めた当初は「これ」という題材が思い付かず、空想ばかりで漫画を描いていたという。しかし、「大喜利」というのめりこむ趣味ができたので、「大喜利を題材にしたい」と担当の編集者に提案したところ賛成してくれたため、大喜利漫画を描くことが決まった。

### 評価
お笑いタレントで、長田の個人的な友人でもある板尾創路は本作品を高く評価しており、いくつかのインタビューでこの作品を「オススメ漫画作品」として推薦している。板尾は本作品を、「よくある体育会系の青春漫画ではなく、大喜利を知的ゲームとして取り上げていて、ゲームとしての楽しみ方、どうしたら上手くなるのかが描かれている」「大喜利の場面はリアルに描かれていてプロが読んでも違和感がない」と評している。また、2013年9月25日発売の第3巻に付属している帯のコメントにて、「この素晴らしい漫画を僕は3年以内に映画化して見せます!」と宣言している。
本作品と同様に『お笑い』をテーマにした漫画作品『べしゃり暮らし』を制作している漫画家の森田まさのりは、2013年3月25日発売の第2巻の帯にて、「完全にライバル視しています」とコメントを寄せている。

## あらすじ
人に笑われるのが大嫌いな不良“怒れる金獅子”こと矢追金次郎（やおきん）は、ケンカに明け暮れる日々を送っていた。しかし、日々買っていた恨みが原因となって、幼馴染みの江崎久里子から笑顔を奪ってしまうことになる。彼女の笑顔を取り戻すため、やおきんが選んだ道は『大喜利』だった。

## 登場人物
矢追 金次郎（やおい きんじろう）
通称やおきん。喧嘩に明け暮れた日々を送ってきた高校生。人に笑われることが嫌いだったが、事件によって心を閉ざした江崎を救うために大喜利を学び始める。
江崎 久里子（えざき くりこ）
やおきんの幼馴染。暴漢に強姦されたことが原因で、精神的苦痛から引きこもりになってしまう。
湖池 やよい（こいけ やよい）
やおきんと同じクラスの地味な女子生徒。実は、「スパゲッ亭アラビアー太」のラジオネームで数々の投稿系の大喜利大会で優勝するなど、大喜利界ではかなり有名なハガキ職人。しかし恥ずかしいという理由で、普段は大喜利関係のことは周囲には隠している。偶然やおきんに正体がばれてしまったことから、やおきんの大喜利の師匠となる。
森永
やおきん達の通う学校の「お笑い研究部」の部長。大喜利の腕は自他ともに認める面白さで、お笑いのことに関しては勤勉でストイック。江崎のことを密かに想っている。

## 書誌情報
- 長田悠幸 『キッドアイラック!』 スクウェア・エニックス〈ヤングガンガンコミックスSUPER〉、全3巻
  1. 2012年11月24日発売 ISBN 978-4-7575-3799-6
  2. 2013年3月25日発売 ISBN 978-4-7575-3919-8
  3. 2013年9月25日発売 ISBN 978-4-7575-4049-1